# Marian Pahars
Marians Pahars (Csornobaj, 1976. augusztus 5. –) lett válogatott  labdarúgó, jelenleg Lettország asszisztens szövetségi kapitánya.
A lett válogatott tagjaként részt vett a 2004-es Európa-bajnokságon.

## Sikerei, díjai

### Játékosként
Skonto Riga
- Lett bajnok (3): 1996, 1997, 1998
- Lett kupagyőztes (2): 1997, 1998

Anórthoszi Ammohósztu
- Ciprusi bajnok (1): 2007-08
- Ciprusi kupagyőztes (1): 2006–07

Egyéni
- Az év lett labdarúgója (3): 1999, 2000, 2001

### Edzőként
Skonto Riga
- Lett kupagyőztes (1): 2011–12